# Raf Raf
Raf Raf ou Rafraf (arabe : رفراف) est une ville du nord-est de la Tunisie située à une soixantaine de kilomètres de Tunis, une quarantaine de kilomètres de Bizerte et à sept kilomètres de Ras Jebel.
La municipalité est rattachée à la délégation de Ras Jebel dans le gouvernorat de Bizerte et compte 9 850 habitants en 2014. Le nombre d'habitants peut doubler l'été avec le retour des émigrés et surtout grâce au dynamisme du tourisme de séjour l'été.
Raf Raf est perchée sur une colline qui est adossée au Djebel Nadhour. En bas de la colline, et donnant sur la plage, on retrouve l'autre partie de la ville — nommée Raf Raf plage ou El Hmari — qui s'étale le long de la côte. Depuis son rivage, on peut apercevoir l'île Pilau (قمنارية).
La cité est connue en Tunisie pour ses vignes, donnant un raisin muscat (مسكي رفراف), ses plages et ses costumes traditionnels brodés.

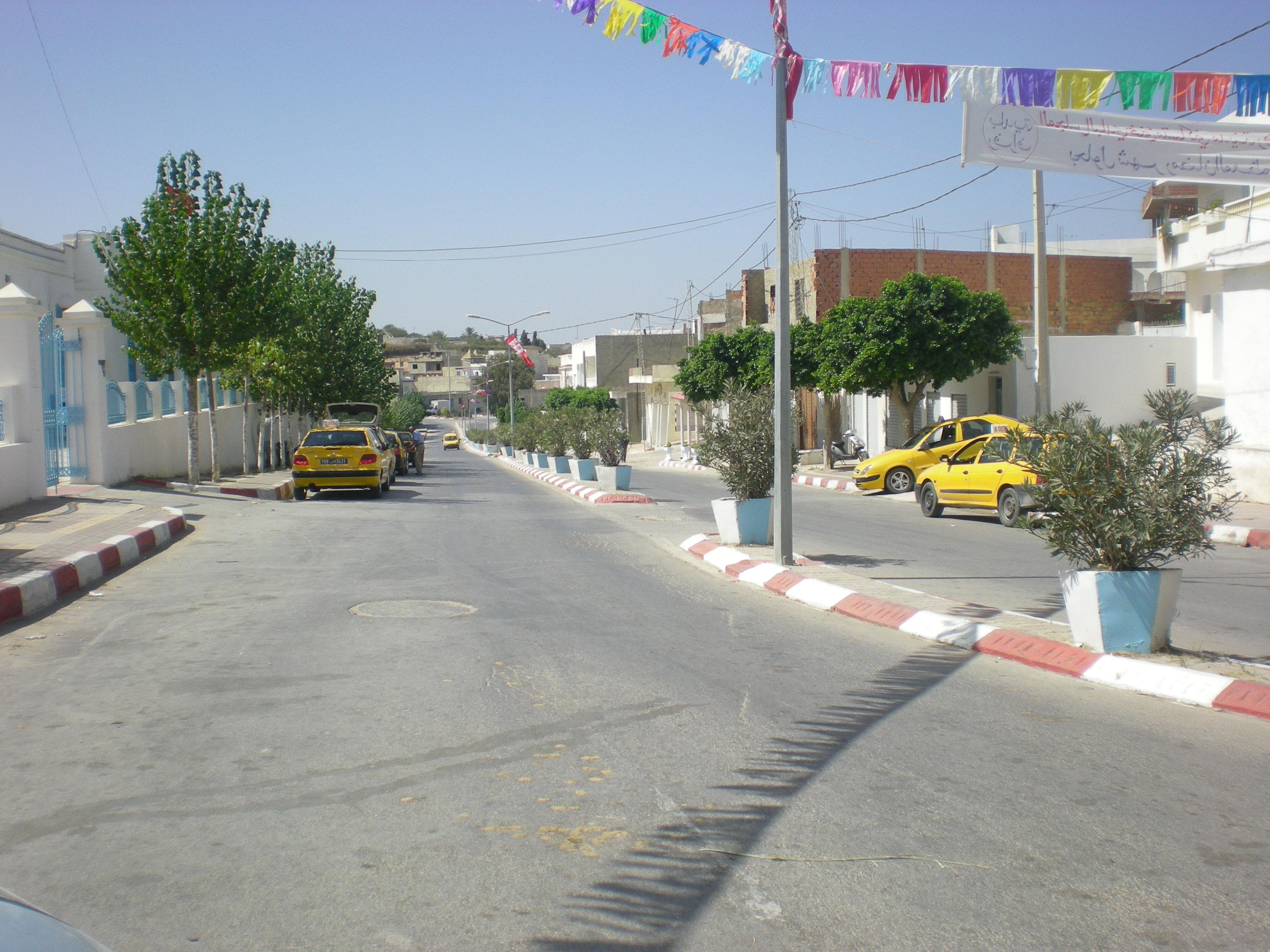
Rue principale de Raf Raf.
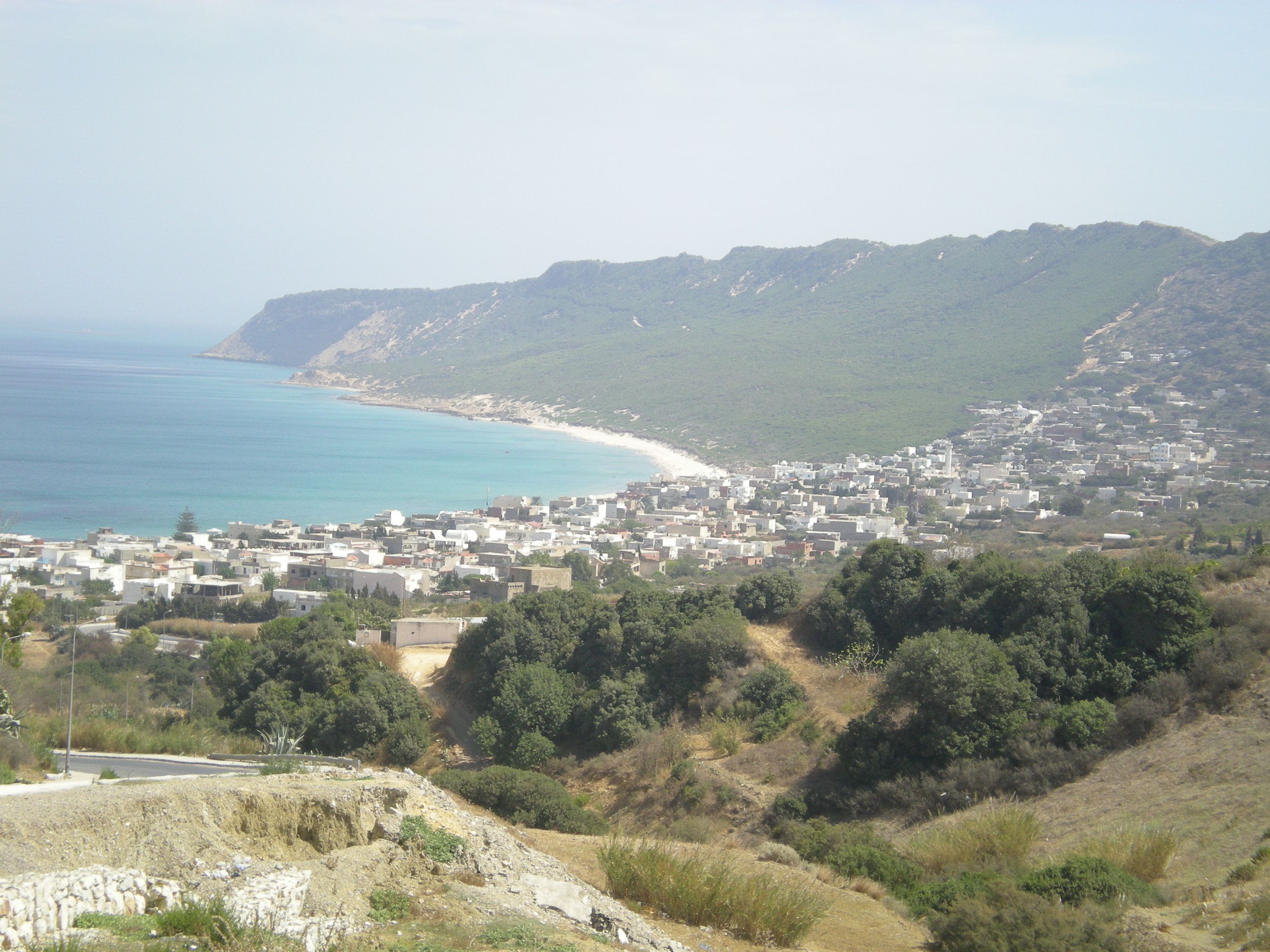
Vue sur Raf Raf plage.
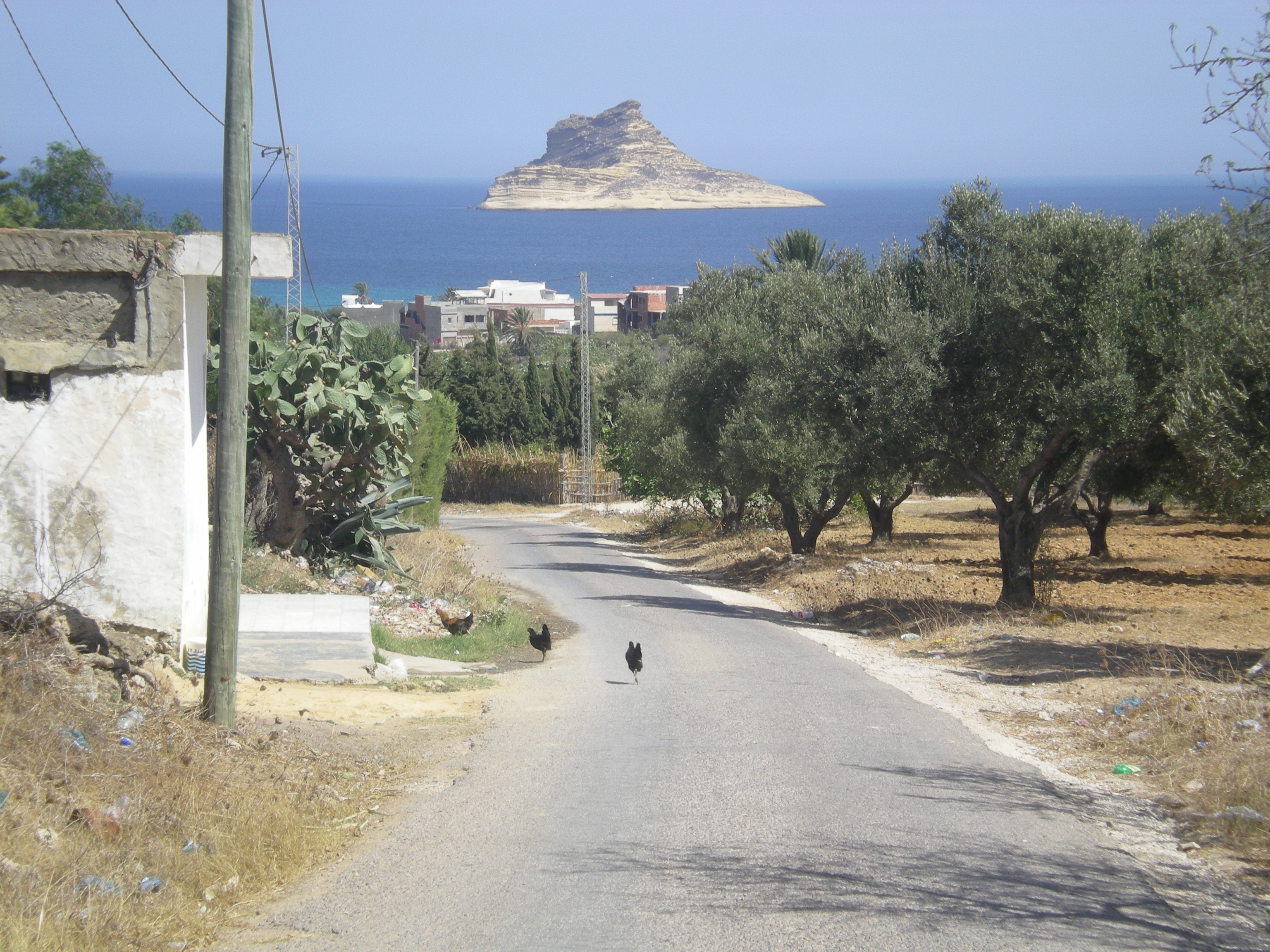
Aperçu de l'île Pilau.